# Сантус (Сан-Паулу)
Сантус (порт. Santos, вимоваⓘ) — муніципалітет в штаті Сан-Паулу, Бразилія. Станом на 2006 рік, його населення становило 418 375 мешканців.

## Географія
Це головне місто агломерації Байшада-Сантіста (Baixada Santista), частина якого розміщена на острові Сан-Вісенте.

### Клімат
Місто перебуває в вологому субтропічному кліматі. Найтепліший місяць — лютий із середньою температурою 25.7 °C (78.3 °F). Найхолодніший місяць — липень, із середньою температурою 18.8 °С (65.8 °F).
| Клімат Сантуса          | Клімат Сантуса | Клімат Сантуса | Клімат Сантуса | Клімат Сантуса | Клімат Сантуса | Клімат Сантуса | Клімат Сантуса | Клімат Сантуса | Клімат Сантуса | Клімат Сантуса | Клімат Сантуса | Клімат Сантуса | Клімат Сантуса |
| Показник                | Січ.           | Лют.           | Бер.           | Квіт.          | Трав.          | Черв.          | Лип.           | Серп.          | Вер.           | Жовт.          | Лист.          | Груд.          | Рік            |
| Абсолютний максимум, °C | 37,7           | 39             | 38,3           | 36,8           | 34,8           | 34,2           | 35,8           | 37,3           | 37,8           | 37,4           | 37,6           | 37,9           | 39             |
| Середній максимум, °C   | 28,6           | 28,9           | 28,1           | 26,3           | 24,8           | 23,2           | 22,8           | 22,8           | 22,4           | 24,2           | 25,8           | 27,4           | 25,4           |
| Середня температура, °C | 25,5           | 25,7           | 25,1           | 23,3           | 21,2           | 19,6           | 18,8           | 19,4           | 20             | 21,4           | 23             | 24,4           | 22,3           |
| Середній мінімум, °C    | 22,2           | 22,4           | 22             | 20,1           | 17,9           | 16,3           | 15,5           | 16,2           | 17,2           | 18,5           | 19,9           | 21,2           | 19,1           |
| Абсолютний мінімум, °C  | 14,6           | 13,3           | 15,9           | 10,9           | 9,2            | 6,5            | 6,2            | 8,5            | 8,8            | 10,4           | 12,1           | 15,7           | 6,2            |
| Норма опадів, мм        | 270            | 240            | 310            | 180            | 150            | 140            | 100            | 100            | 140            | 160            | 190            | 190            | 2240           |
| Днів з дощем            | 13             | 12             | 16             | 10             | 8              | 9              | 7              | 7              | 8              | 8              | 9              | 10             | 122            |
| Вологість повітря, %    | 79             | 80             | 83             | 83             | 81             | 81             | 77             | 75             | 82             | 81             | 78             | 79             | 79.9           |
| ----------------------- | -------------- | -------------- | -------------- | -------------- | -------------- | -------------- | -------------- | -------------- | -------------- | -------------- | -------------- | -------------- | -------------- |
| Джерело: Weatherbase    |                |                |                |                |                |                |                |                |                |                |                |                |                |

## Історія
Місто засноване в 1546 році португальським дворянином Брасом Кубасом.

## Океанський порт
Сантус — найбільший порт в Латинській Америці, через який пройшло понад 72 мільйони тонн в 2006 році, істотний туристичний центр. Місто містить великі індустріальні підприємства та транспортні центри, які оброблюють та відправляють за кордон значну частину світового експорту кави та інших бразильських експортних товарів, зокрема сталі, автомобілів, апельсинів, бананів і бавовни. У місті знаходиться відомий Музей Кави, де раніше велися переговори про ціну на каву.

## Спорт
У місті знаходиться футбольний меморіал, присвячений найкращим гравцям міста, найвідоміший серед яких — Пеле, який тут грав у футбольному клубі Сантус.

## Пляжі
Його пляжний сад довжиною 5 335 км, згадані в Книзі рекордів Гінесса як найбільший пляжний сад.

## Відомі люди
- Аксель Родрігес де Арруда (* 1970) — колишній бразильський футболіст.
- Сержіо Маноел (* 1972) — колишній бразильський футболіст.

## Міста-побратими
1. — Арока, Португалія[4]